# Khawagarbo
Khawagarbo (Tibetaans: ཁ་བ་དཀར་པོ།, Wylie: kha ba dkar po; Chinees: 卡瓦格博, pinyin: kăwăgébó) is een 6740 meter hoge berg in de Hengduan Shan in het oosten van Tibet. De berg ligt op de grens tussen de Tibetaanse Autonome Regio en de provincie Yunnan, en is het hoogste punt in de laatste.
De Khawagarbo behoort tot een bergketen die de bovenlopen van de rivieren Lancang Jiang (Mekong) en Nu Jiang (Salween) scheidt. Deze keten wordt na een fout van een Chinese cartograaf in de jaren 50 door Chinese en westerse cartografen meestal Meili Xueshan genoemd, een verbastering van het Tibetaanse "Menri". De Tibetaanse naam slaat echter slechts op het lagere, noordelijke deel van de keten, waar de Khawagarbo niet toe behoort.
Voor de Tibetanen geldt Khawagarbo als een van de acht heilige bergen van Tibet en jaarlijks bezoeken duizenden pelgrims de plaatsen rondom de berg. De khora (pelgrimstrek) rondom de berg is 240 km lang en leidt door onherbergzaam terrein. Khawagarbo wordt volgens de half-animistische Böntraditie gezien als de verblijfplek van een gelijknamige oorlogsgod. De berg zelf is een scherpe hoorn, met op de flanken enkele grote gletsjers. Vanwege de invloed van de moesson in het gebied is de conditie van de sneeuw op de berg zeer instabiel. De beklimming geldt daarom als zeer moeilijk en gevaarlijk. Ondanks de heilige status hebben in de vorige eeuw meerdere expedities tevergeefs geprobeerd de top te bereiken. Dit is echter nooit gelukt. In 1991 kwamen 17 leden van een Japanse expeditie om het leven op de berg. In 2001 verbood de Chinese regering verdere pogingen Khawagarbo te beklimmen.